# Métrica de Friedmann-Lemaître-Robertson-Walker
A métrica de Friedmann-Lemaître-Robertson-Walker ou modelo FLRW é uma solução exata das equações de campo de Einstein da relatividade geral, descreve um Universo em expansão ou contração, homogêneo e isótropico. Segundo as preferências geográficas ou históricas no nome desta métrica se utiliza algum subconjunto dos nomes dos cientistas Alexander Friedmann (muitas vezes Friedman), Georges Lemaître, Howard Percy Robertson e Arthur Geoffrey Walker. Por este motivo, é por muitos chamada de métrica de Friedmann-Robertson-Walker ou FRW, o que seria um desprezo pelo trabalho de Lemaître, que embora tenha errado na noção de um "átomo primordial", realizou trabalhos fundamentais nas derivações das soluções de Friedmann (ver adiante a questão da história do modelo).

## Forma da métrica
A métrica FLRW inicia com a suposição de homogeneidade e isotropia. Também assume que o componente espacial da métrica pode ser dependente do tempo. A métrica geral que cumpre estas condições é:
{\displaystyle \mathrm {d} s^{2}=-\mathrm {d} t^{2}+{a(t)}^{2}\left({\frac {\mathrm {d} r^{2}}{1-kr^{2}}}+r^{2}\mathrm {d} \theta ^{2}+r^{2}\sin ^{2}\theta \,\mathrm {d} \phi ^{2}\right)} [1]
Onde {\displaystyle k} descreve a curvatura e é constante no tempo e {\displaystyle a(t)} é o fator de escala e é explicitamente dependente do tempo e as unidades naturais são utilizadas estabelecendo a velocidade da luz à unidade. As equações do campo de Einstein não se utilizam desta solução: a métrica se obtém das propriedades geométricas de homogeneidade e isotropia. A forma específica de {\displaystyle a(t)} necessita conhecer as equações do campo e a definição da equação de densidade de estado, {\displaystyle \rho (a)}.

### Normalização
A métrica deixa alguma possibilidade de normalização. Uma escolha comum é considerar o fator de escala atual como a unidade ({\displaystyle a(t_{0})\equiv 1}). Nesta eleição a coordenada {\displaystyle r} é dimensional ou igual que {\displaystyle k}. Nesta aproximação {\displaystyle k} não é igual a ±1 ou 0 senão que {\displaystyle k=H_{0}^{2}\left(\Omega _{0}-1\right)}.
Outra possibilidade é especificar que {\displaystyle k} é ± 1 ou 0. Disto se obtém que {\displaystyle k/a(t_{0})^{2}=H_{0}^{2}\left(\Omega _{0}-1\right)} onde o fator de escala agora é dimensional e a coordenada {\displaystyle r} é adimensional.
A métrica frequentemente se escreve de uma maneira de curvatura normalizada mediante a transformação
{\displaystyle \chi ={\begin{cases}{\sqrt {k}}^{-1}\sin ^{-1}\left({\sqrt {k}}r\right),&k>0\\r,&k=0\\{\sqrt {|k|}}^{-1}\sinh ^{-1}\left({\sqrt {|k|}}r\right),&k<0.\end{cases}}}
Em coordenadas normalizadas em curvatura a métrica se converte em:
{\displaystyle \mathrm {d} s^{2}=-\mathrm {d} t^{2}+a(t)^{2}\left[\mathrm {d} \chi ^{2}+S_{k}^{2}(\chi )\left(\mathrm {d} \theta ^{2}+\sin ^{2}\theta \,\mathrm {d} \phi ^{2}\right)\right]} [2]
Onde: {\displaystyle S_{k}(\chi )={\begin{cases}{\sqrt {k}}^{-1}\sin \left({\sqrt {k}}\chi \right)&k>0\\\chi &k=0\\{\sqrt {|k|}}^{-1}\sinh \left({\sqrt {|k|}}\chi \right)&k<0\end{cases}}}. Esta normalização assume que o fator de escala é adimensional mas pode converter-se facilmente à {\displaystyle k} normalizada.
A distância comóvel é a distância a um objeto com velocidade peculiar zero. Na curvatura normalizada a coordenada é {\displaystyle \chi }. A distância própria é a distância física a um ponto no espaço em um instante de tempo. A distância própria é {\displaystyle a(t)\,\chi }.

## Propriedades gerais do espaço-tempo de FLRW

### Conteúdo material
A solução dada pela métrica FLRW, descreve um universo repleto de um fluido ideal com densidade e pressão dada pelas equações de Friedmann. É uma solução das equações de campo de Einstein {\displaystyle G_{\mu \nu }-\Lambda g_{\mu \nu }=8\pi T_{\mu \nu }} dando as equações de Friedmann quando o tensor momento energia se supõe da mesma maneira que é isotrópico e homogêneo. As equações resultantes são:
{\displaystyle {\frac {{\dot {a}}^{2}}{a^{2}}}+{\frac {k}{a^{2}}}-{\frac {\Lambda }{3}}={\frac {8\pi G}{3}}\rho } [3]
{\displaystyle 2{\frac {\ddot {a}}{a}}+{\frac {{\dot {a}}^{2}}{a^{2}}}+{\frac {k}{a^{2}}}-\Lambda =-8\pi Gp} [4]
Onde {\displaystyle k\in \{-1,0,1\}} é o símbolo da curvatura espacial.
Estas equações servem como uma primeira aproximação do modelo cosmológico convencional do Big Bang incluindo o atual Modelo Lambda-CDM. 
Devido a que a métrica FLRW exata descreve um universo perfeitamente homogêneo, algumas fontes afirmam erroneamente que o modelo do Big Bang baseado na métrica FLRW não pode dar conta da grumosidade observada do Universo. Em um modelo FLRW estrito, não há cúmulos galácticos ou aglomerações de estrelas, já que essas estruturas constituem inomogeneidades (heterogeneidades). Não obstante, a FLRW é utilizada como uma primeira aproximação para a evolução do Universo porque é simples e os modelos que calculam a grumosidade do Universo se somam ao FLRW como extensões. Muitos cosmólogos estão de acordo que o Universo observável se aproxima de maneira fiel a um modelo quase-FLRW, quer dizer, um modelo que utiliza a métrica FLRW a partir das flutuações da densidade primogênita. Até 2003, as implicações teóricas das várias extensões do FLRW pareciam estar bem compreendidas e o objetivo é fazer estas consistentes com as observações do COBE e do WMAP.

### Geodésicas
O movimento livre das partículas num universo, quer dizer, as trajetórias que seguem a medida que o espaço-tempo inteiro evolui vêm a ser dadas pelas linhas geodésicas calculáveis a partir da métrica:

{\displaystyle {\begin{matrix}{\ddot {t}}+{\cfrac {{a'}_{t}}{2c^{2}}}\left[{\dot {r}}^{2}+{\bar {r}}^{2}\left({\dot {\theta }}^{2}+\sin ^{2}\theta {\dot {\varphi }}^{2}\right)\right]=0&\qquad {\ddot {r}}+{\cfrac {{{\dot {a}}'}_{t}}{a}}+{\dot {r}}{\dot {t}}-{\bar {r}}{{\bar {r}}'}_{r}\left[{\dot {\theta }}^{2}+\sin ^{2}\theta {\dot {\varphi }}^{2}\right]=0\\\\{\ddot {\theta }}+{\cfrac {{{\dot {a}}'}_{t}}{a}}{\dot {\theta }}{\dot {t}}+{\cfrac {{\bar {r}}_{r}}{2{\bar {r}}}}{\dot {\theta }}{\dot {r}}-\sin \theta \cos \theta {\dot {\varphi }}^{2}=0&{\ddot {\varphi }}+{\cfrac {{{\dot {a}}'}_{t}}{a}}{\dot {\varphi }}{\dot {t}}+{\cfrac {{\bar {r}}_{r}}{2{\bar {r}}}}{\dot {\varphi }}{\dot {r}}+2\tan \theta {\dot {\varphi }}{\dot {\theta }}=0\end{matrix}}}
Pode comprovar-se que os chamados observadores galácticos que se movem junto com a matéria que provoca a curvatura do espaço-tempo dada por:

{\displaystyle t(\tau )=\tau ,\quad r(\tau )=r_{0}\quad \theta (\tau )=\theta _{0},\quad \varphi (\tau )=\varphi _{0}}
São linhas geodésicas.

### Tensor de Riemann
Das potencialmente 55 componentes independentes do tensor de Riemann, nas mesmas coordenadas usadas na métrica [2], o tensor de Riemann pode ser escrito a partir de no máximo seis componentes diferentes de zero:
{\displaystyle {\begin{matrix}R_{0101}=a{\ddot {a}}&R_{0202}=a{\ddot {a}}S_{k}^{2}&R_{0303}=a{\ddot {a}}Sk^{2}\sin ^{2}\theta \\R_{1212}=a^{2}S_{k}\sin ^{2}\theta (S_{k}''-S{\dot {a}}^{2})&R_{1313}=a^{2}S_{k}(S_{k}''-S{\dot {a}}^{2})&R_{2323}=a^{2}S_{k}^{2}\sin ^{2}\theta (1+S_{k}^{2}{\dot {a}}^{2}-{S_{k}'}^{2})\end{matrix}}}

### Grupo de isometria
Para qualquer valor dos parâmetros a métrica FLRW define um universo espacialmente isotrópico e homogêneo, ainda que não exista nenhuma simetria com respeito ao tempo, isso faz com que o grupo de isometria seja precisamente o grupo de simetria de um espaço isotrópico e homogêneo de curvatura uniforme. Esse grupo é um grupo de Lie de dimensão 6, para o caso de um espaço plano (k = 0) esse grupo é precisamente: {\displaystyle \mathbb {R} ^{3}\times SO(3)}

## Modelos cosmológicos baseados na métrica FLRW
A métrica FLRW é utilizada como primeira aproximação para o modelo cosmológico do universo a partir do big bang. Dado que a FLRW assume homogeneidade, têm-se especulado, erroneamente, que o modelo do big bang não pode  explicar as variações de temperatura do universo em diferentes escalas. Atualmente, se utiliza a FLRW  como primeira aproximação para a evolução do universo por ser  simples de calcular, e por se estender de forma a modelar as variações de temperatura do universo em diferentes escalas.  Desde 2003, se conhecem as implicações teóricas de diferentes extensões da métrica FLRW, e se trabalha em fazê-las consistentes com as evidências observacionais obtidas do  COBE e WMAP.

### Interpretação
As equações [3] e [4] são equivalentes ao seguinte par de equações:
{\displaystyle {\dot {\rho }}=-3{\frac {\dot {a}}{a}}(p+\rho )}
{\displaystyle {\frac {\ddot {a}}{a}}=-4\pi G({1 \over 3}\rho +p)+{1 \over 3}\Lambda }
com {\displaystyle k\;} sendo a constante de integração para a segunda equação.
A primeira equação se pode obter a partir de considerações termodinâmicas e é equivalente à primeira lei da termodinâmica, supondo que a expansão do Universo é um processo adiabático (que é assumido implicitamente na obtenção da métrica Friedmann-Lemaître-Robertson-Walker).
A segunda equação afirma que a densidade de energia e a pressão fazem com que a taxa de expansão do Universo {\displaystyle {\dot {a}}} não diminua, p.ex. ambas causam uma desaceleração na expansão do Universo. Isto é uma consequência da gravidade, com a pressão fazendo um papel similar a essa densidade de energia (massa), de acordo com os princípios da relatividade geral. A constante cosmológica, por outro lado, causa uma aceleração na expansão do Universo.

### O termo constante cosmológica
O termo da constante cosmológica se pode omitir se substituímos os seguintes termos:
{\displaystyle \rho \rightarrow \rho +{\frac {\Lambda }{8\pi G}}\qquad p\rightarrow p-{\frac {\Lambda }{8\pi G}}}
Portanto, a constante cosmológica pode ser interpretada como que sendo uma forma de energia que tem uma pressão negativa, igual em magnitude a esta densidade de energia (positiva):
{\displaystyle p=-u\;}
Tal forma de energia, uma generalização da noção de uma constante cosmológica, é conhecida como energia escura.
De fato, para obter um termo que cause uma aceleração da expansão do Universo, é suficiente ter um campo escalar que satisfaça {\displaystyle p=-{\frac {u}{3}}}, 
tais como a teoria da expansão cósmica em escala.
Tal campo algumas vezes é chamado quintessência (em lembrança ao conceito alquímico).

### Aproximação newtoniana
Até certo ponto, as equações anteriores ([3] e [4]) podem ser aproximadas utilizando a mecânica clássica. Para valores do fator de escala a(t) suficientemente grandes, o universo é aproximadamente plano no sentido de que o termo de densidade (proporcional a {\displaystyle a^{-3}} para a matéria escura ou {\displaystyle a^{-4}} para a radiação) é muito maior que e termo de curvatura {\displaystyle {k \over a^{2}}} e este se pode desprezar. O termo da  constante cosmológica também é relativamente pequeno e se pode desprezar e então a primeira das equações se transforma simplesmente em:
{\displaystyle {1 \over 2}{{\dot {a}}^{2}}\approx {\frac {8G\pi }{3}}a^{2}\rho } *
Esta equação pode ser interpretada de fato como a lei da conservação da energia clássica newtoniana:
1. O universo tem uma massa {\displaystyle M} proporcional a {\displaystyle a^{3}\rho \;} e, portanto, sua energia potencial é proporcional a {\displaystyle -GM^{2}/a=-GM\rho a^{2}\;}.
2. A energia cinética do universo por outro lado é proporcional a {\displaystyle M{\dot {a}}^{2}/2}

A suma de energia cinética mais energia potencial multiplicada por uma certa constante é precisamente a equação *:
{\displaystyle {1 \over 2}M{{\dot {a}}^{2}}-CMa^{2}G\rho =0}
Sendo C uma certa constante de proporcionalidade que deve tomar-se igual a {\displaystyle 8\pi /3} para ser consistente com o resultado da equação *.
Note-se que nas etapas muito primordiais do Universo, esta aproximação no se pode confirmar. Por exemplo, durante a inflação cósmica o termo da constante cosmológica domina as equações do movimento. Inclusive antes, durante a era de Planck, não se podem desprezar os efeitos quânticos.

## História

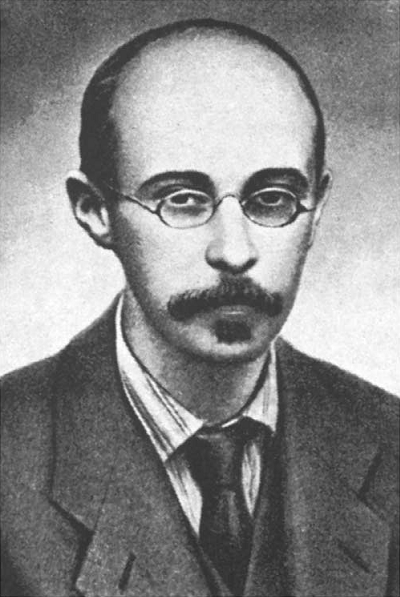
Alexander Friedmann

Os principais resultados do modelo FLRW foram obtidos primeiro pelo físico soviético Alexander Friedmann entre 1922–1924. Ainda que seu trabalho tenha sido publicado em uma prestigiosa revista de física Zeitschrift für Physik, passou relativamente despercebido aos seus contemporâneos. Friedmann comunicou seus resultados diretamente a Einstein, que confirmou que o modelo era correto matematicamente mas errou ao apreciar o significado físico das predições de Friedmann.
Friedmann morreu em 1925. Em 1927, Georges Lemaître, um estudante de astronomia belga e professor em tempo parcial da Universidade Católica de Lovaina, chegou a resultados similares independentemente de Friedmann e os publicou nos Anais da Sociedade Científica de Bruxelas. Frente às provas observacionais da expansão do universo obtidas por Edwin Hubble ao final dos anos 1920, os resultados de Lemaître foram percebidos e no período 1930–1931 seu artigo foi traduzido ao inglês e publicado na revista Nature. 
Howard Percy Robertson, dos Estados Unidos, e Arthur Geoffrey Walker, da Grã-Bretanha, exploraram o problema profundamente nos anos 1930. Em 1935 Robertson e Walker provaram rigorosamente que a métrica FLRW é a única em uma banda lorentziana que é homogênea e isotrópica (como se expõe acima, isto quer dizer um resultado geométrico e não está ligado especificamente às equações da relatividade geral, que sempre eram supostamente certas por Friedmann e Lemaître).
Devido ao fato de que a dinâmica do modelo FLRW foi obtida por Friedmann e Lemaître, os seguintes dos nomes são omitidos as vezes pelos cientistas de fora dos Estados Unidos. Pelo contrário, os físicos dos EUA frequentemente se referem a ela simplesmente como a métrica "Robertson-Walker". O título completo com os quatro nomes é mais democrático e é utilizado frequentemente. Frequentemente, a métrica "Robertson-Walker" é chamada desta maneira já que eles provaram suas propriedades genéricas, é distinguida dos modelos dinâmicos de "Friedmann-Lemaître", soluções específicas para a(t) que supõe que só as contribuições de energia de stress (tensão) são matéria fria, radiação e uma constante cosmológica.

## O raio do Universo de Einstein
O raio do Universo de Einstein é o raio de curvatura do espaço do Universo estático de Einstein, um modelo estático já há muito abandonado que se supôs que representava nosso Universo de uma forma idealizada. Pondo {\displaystyle {\dot {a}}={\ddot {a}}=0} na equação de Freidmann, o raio de curvatura do espaço deste Universo (o raio de Einstein) é {\displaystyle R_{E}=c/{\sqrt {4\pi G\rho }}}, onde {\displaystyle c} é a velocidade da luz, {\displaystyle G} é a constante gravitacional newtoniana e {\displaystyle \rho } é a densidade do espaço do Universo. O valor numérico do raio de Einstein é da ordem de 1010 anos luz.

## Desenvolvimentos
Estudos recentes  tem mostrado como encontrar a solução exata para as equações de Einstein esfericamente simétricas, em coordenadas observacionais, admitindo-se que o Universo seja descrito por um fluido perfeito (poeira). Estes resultados tem demonstrado a utilização dos dados observacionais, obtidos no cone de luz passado do observador, para determinar a estrutura do espaço-tempo do Universo, ou seja, o modelo que melhor se ajusta ao nosso Universo. Tem-se, a partir desta abordagem, um método mais preciso, em coordenadas observacionais, para determinar-se os modelos cosmológicos esfericamente simétricos, classe ao qual pertencem os modelos de Friedmann-Lemaitre-Robertson-Walker. Entretanto, tem ficado claro pela anisotropia da radiação cósmica de fundo em micro-ondas, medida pelo satélite COBE, que o Universo não é exatamente descrito pelos modelos de FLRW, mas os desvios observados sobre estas geometrias não são significativos. Portanto, o Universo deve ser descrito por modelos "quasi"-FLRW. Por estas questões, torna-se importante determinar-se a partir destes dados, como o Universo desvia-se dos modelos de FLRW em sua mais larga escala.
Modelos nestes moldes são desenvolvidos para construir modelos mais realísticos do comportamento do universo, concordante com os dados observacionais examinando as perturbações esfericamente simétricas dos modelos FLRW.
Foram publicados recentemente dois trabalhos do físico teórico brasileiro Nilton Penha Silva que exploram ideias acerca da expansão do universo e da relação "matéria bariônica - energia escura". Nos seus artigos ele propôs um ansatz para o fator de escala a(t) presente no modelo FLRW.
Em 2016, uma equipe de cosmólogos mostrou que o universo é "isotrópico", ou o mesmo, não importa maneira que é observado: Não há eixo de rotação ou qualquer outra direção especial no espaço.